# 不凡杜鹃
不凡杜鹃（学名：Rhododendron insigne）为杜鹃花科杜鹃花属下的一个种。